# 간쓰양
간쓰양(중국어: 甘思阳, 병음: Gan Siyang, 한자음: 감사양, 1988년 9월 5일 ~ )은 중화인민공화국의 바둑 기사이다. 후베이성 우한시 출신으로 중국기원 소속의 5단이다.

## 경력
중국 후베이성 우한시에서 태어났다. 2001년 프로바둑에 입단했다. 2016년 제21회 LG배 세계기왕전 예선에서 천샤오난과 송지훈, 황윈쑹, 중원징을 차례로 물리치고 본선 32강에 진출했지만 이치리키 료에게 져서 탈락했다. 같은해 6월, 5단으로 승단했다.